# Deutsche Versuchsanstalt für Luftfahrt

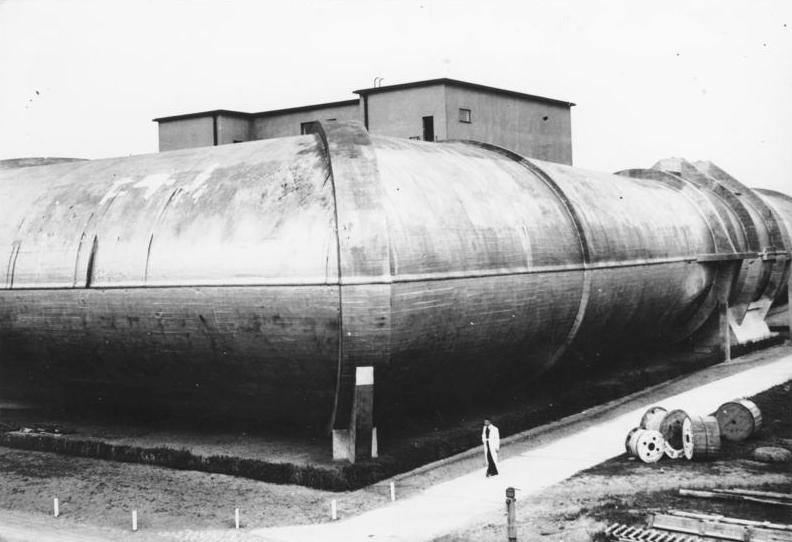
La struttura esterna della galleria del vento del DVL (ottobre 1935), fonte Bundesarchiv.

Il Deutsche Versuchsanstalt für Luftfahrt , abbreviato DVL (in italiano Istituto tedesco per le ricerche sul volo) era un istituto tedesco di ricerca aerodinamica con sede a Berlino fondato nell'aprile 1912, nell'allora Prussia (Impero tedesco).

## Storia
La sede principale del DVL era il Motorflugplatz Johannisthal-Adlershof, oggi Flugplatz Johannisthal, uno dei primi aeroporti tedeschi, costruito nei pressi di Berlino e rimpiazzato nel 1952 dall'aeroporto di Berlino-Tempelhof. Il Johannisthal passò sotto il controllo della DLR che lo chiuse definitivamente il 9 settembre 1995 a causa dell'incidente mortale capitato all'astronauta tedesco Reinhard Furrer e che ne fece, fra l'altro, la sede del Aerodynamischer Park, il Parco Aerodinamico, della Humboldt Universität.
Dal 1945, a causa della Seconda guerra mondiale, il Johannisthal si trovò nella zona di controllo sovietica. Per tale ragione, dal 1953 al 1958 l'istituto si trasferì presso l'aeroporto Essen/Mülheim, oggi aeroporto nazionale, che si trova nei pressi delle città di Essen e Mülheim an der Ruhr nella Renania Settentrionale-Vestfalia.
Nel 1955 venne annesso al DVL il Flugfunkforschungsinstitut Oberpfaffenhofen (FFO, in italiano Istituto Oberpfaffenhofen per lo Studio delle Radiotrasmissioni Aeree), fondato nel 1937.
Nel 1958 l'istituto venne trasferito nella propria sede definitiva presso l'aeroporto di Colonia/Bonn per motivi logistici.

## Oggi
Il DVL, assieme al Aerodynamische Versuchsanstalt (AVA, in italiano Laboratorio di Ricerca Aerodinamica), fondato a Gottinga nel 1907 da Ludwig Prandtl e al Deutsche Forschungsanstalt für Luftfahrt (DFL, Istituto Tedesco di Ricerca sul Volo), fondato nel 1936 e chiamato Luftfahrtforschungsanstalt Hermann Göring (LFA, Istituto Hermann Göring per la Ricerca sul Volo) dal 1938 al 1945, è confluito nel DLR, Deutsches Zentrum für Luft- und Raumfahrt, l'agenzia spaziale tedesca. Più precisamente, nel 1969 i tre enti vennero fatti confluire nel Deutschen Forschungs- und Versuchsanstalt für Luft- und Raumfahrt (DFVLR, in italiano Centro Tedesco per lo Studio e la Sperimentazione del Volo e del Volo Spaziale) ed assunsero solo nel 1989 l'attuale denominazione di DLR. Contestualmente alcuni compiti del DFVLR vennero assegnati alla Deutsche Agentur für Raumfahrtangelegenheiten (DARA, in italiano Agenzia per gli Affari del Volo Spaziale Tedesca).
Nel 1997, dopo l'unificazione col DARA, l'istituto assunse il suo nome attuale, DLR.